# Davor Durakovič
Davor Durakovič, slovenski hokejist, * 31. julij 1981, Ljubljana.
Durakovič je nekdanji igralec kluba Olimpija Hertz Ljubljana. V sezoni 2000 je bil član slovenske reprezentance v hokeju na ledu. Leta 2003 je prejel štirimesečno prepoved tekmovanja zaradi dopinga.

## Pregled kariere
Odebeljeno - reprezentančni nastopi, glej tudi Statistika pri hokeju na ledu.
| Moštvo            | Liga                      | Sezona |    | Redni del | Redni del | Redni del | Redni del | Redni del | Redni del |   | Končnica | Končnica | Končnica | Končnica | Končnica | Končnica |
| ----------------- | ------------------------- | ------ | -- | --------- | --------- | --------- | --------- | --------- | --------- | - | -------- | -------- | -------- | -------- | -------- | -------- |
| Moštvo            | Liga                      | Sezona | OT | G         | P         | T         | +/-       | KM        | OT        | G | P        | T        | +/-      | KM       |          |          |
| Flin Flon Bombers | WCJHL                     | 99/00  |    |           |           |           |           |           |           |   |          |          |          |          |          |          |
| Slovenija         | Svetovno ml. prvenstvo C  | 00     |    | 4         | 0         | 1         | 1         | +4        | 39        |   |          |          |          |          |          |          |
| Slovenija         | Svetovno prvenstvo B      | 00     |    | 7         | 0         | 0         | 0         | -2        | 32        |   |          |          |          |          |          |          |
| Slovenija         | Svetovno ml. prvenstvo D2 | 01     |    | 4         | 0         | 0         | 0         | +3        | 6         |   |          |          |          |          |          |          |
| Omaha Lancers     | USHL                      | 01/02  |    | 55        | 1         | 10        | 11        |           | 92        |   | 13       | 0        | 0        | 0        |          | 10       |
| HDD ZM Olimpija   | Mednarodna liga           | 02/03  |    | 15        | 0         | 4         | 4         | +9        | 62        |   |          |          |          |          |          |          |
| HDD ZM Olimpija   | Slovenska liga            | 02/03  |    | 24        | 1         | 12        | 13        |           | 34        |   | 5        | 0        | 1        | 1        |          | 4        |
| Skupaj            |                           |        |    | 109       | 2         | 27        | 29        | +14       | 265       |   | 18       | 0        | 1        | 1        |          | 14       |